# Ben Shelton
Ben Shelton (n. 9 octombrie 2002, Atlanta, SUA) este un jucător american profesionist de tenis. În august 2025 a obținut cea mai bună clasare a carierei la simplu, locul 6 mondial. La dublu, locul 68 mondial, în mai 2024.
Și-a făcut debutul în ATP în iulie 2022 la Atlanta Open, unde l-a învins pe Ramkumar Ramanathan. Săptămâna următoare, a jucat la Mastersul de la Cincinnati ajungând în runda a treia, evidențiat de o victorie în fața lui Casper Ruud, numărul 5 mondial. În ianuarie 2023, Shelton a ajuns în sferturile de finală ale primului său turneu de Grand Slam, la Australian Open 2023. Mai târziu în același an, în septembrie, și-a făcut prima sa apariție în semifinalele unui turneu de Grand Slam, la US Open 2023. A câștigat trei titluri la simplu pe circuitul ATP.

## Viața privată
Shelton este fiul fostului jucător profesionist de tenis și antrenor de tenis, Bryan Shelton. Mama lui, Lisa Witsken Shelton, a fost jucătoare de tenis la juniori de rang înalt, unchiul său, Todd Witsken, a fost jucător profesionist de tenis, iar sora sa, Emma, a jucat tenis la colegiu în Florida. Shelton s-a născut în Atlanta, Georgia, deoarece tatăl său era antrenorul de atunci al echipei de tenis feminin a Georgia Tech. În prezent locuiește în Gainesville, Florida și a absolvit Buchholz High School.

## Cariera profesională

### 2023: Primul turneu major, semifinale la US Open, primul titlu ATP, top 15

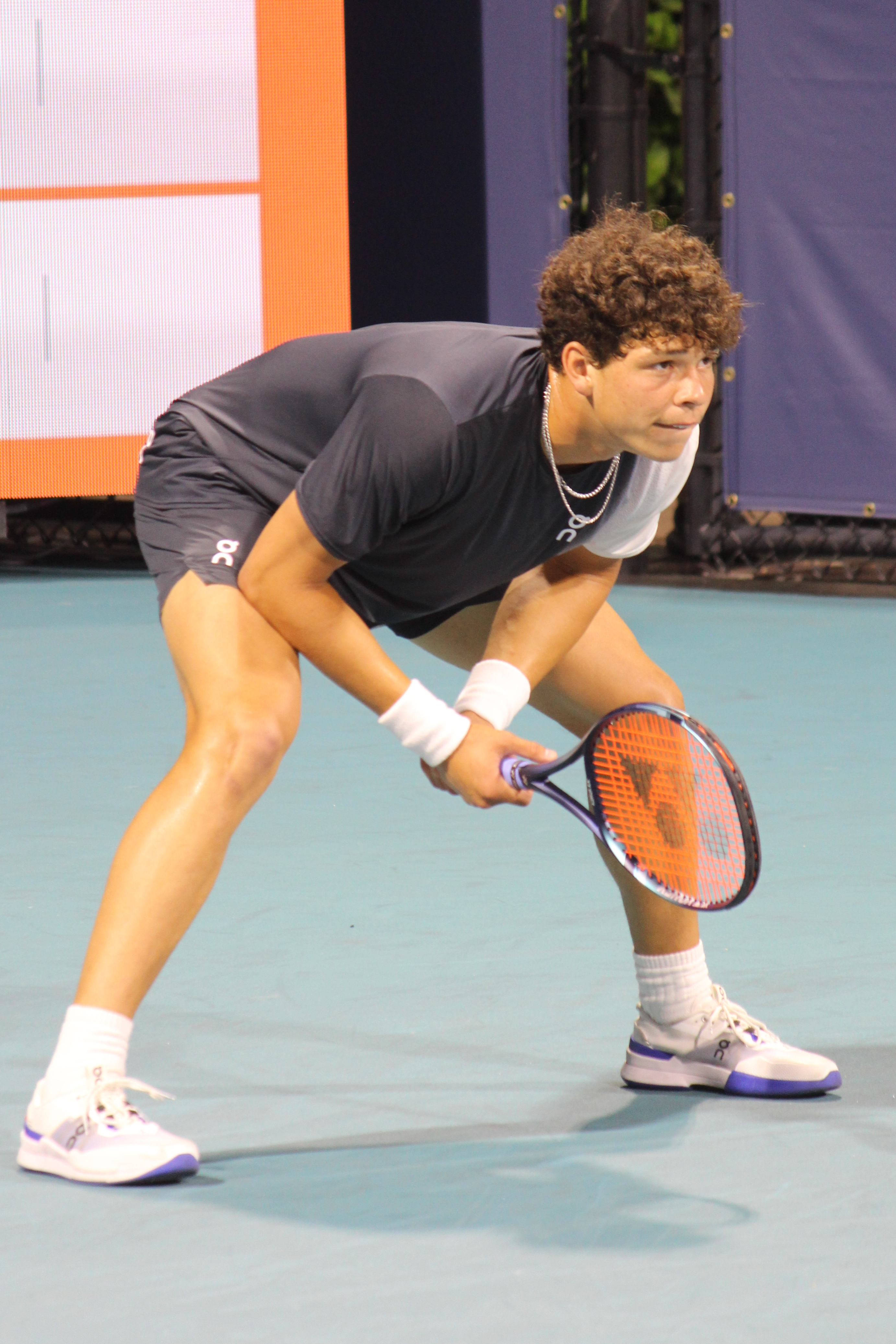
Shelton la Miami Open 2023

La debutul său la Australian Open 2023, Shelton a ajuns în runda a patra, cu victorii împotriva lui Zhang Zhizhen, Nicolás Jarry și Alexei Popirin. Acesta a fost doar al doilea Grand Slam al lui Shelton după US Open 2022. L-a învins pe compatriotul J. J. Wolf pentru a ajunge în sferturile de finală ale unui Major pentru prima dată în carieră. Parcursul său s-a încheiat cu o înfrângere în patru seturi în fața americanului Tommy Paul. Ca urmare, a urcat 45 de poziții în top 50, pe locul 44 mondial, pentru prima dată în cariera sa.
Shelton a început partea americană a sezonului pe hard cu o înfrângere în două seturi în fața lui Marcos Giron în prima rundă a turneului Delray Beach Open 2023. La Mexican Open, el a pierdut de asemenea în prima rundă, în trei seturi, în fața lui Holger Rune, al patrulea favorit. La Indian Wells, Shelton l-a învins pe Fabio Fognini în prima rundă, pierzând ulterior în fața compatriotului său american Taylor Fritz în runda a doua.
La US Open 2023 Shelton a avansat în prima sa semifinală de Grand Slam, unde a pierdut în trei seturi în fața lui Novak Djokovic. Ca urmare, a ajuns în top 20 în clasament, pe locul 19 mondial, la 11 septembrie 2023.
La Rolex Shanghai Masters 2023 a ajuns pentru prima dată în sferturile de finală ale unui Masters 1000, învingându-l pe Jannik Sinner, cap de serie nr. 4, pentru cea mai mare victorie a carierei sale. A ajuns în finala și a câștigat primul său titlu la Japan Open Tennis Championships 2023, învingându-i pe Taro Daniel, venit din calificări, Jordan Thompson, Tommy Paul, cap de serie nr. 5, Marcos Giron, venit din calificări, și Aslan Karațev. A devenit al șaselea campion ATP în premieră în acest sezon și, ca urmare, a ajuns în top 15 în clasamentul de simplu la 23 octombrie 2023.

## Stilul de joc
Cea mai bună armă a lui Shelton este serviciul său. El are capacitatea de a trimite serva cu o medie de 203 km/h. De asemenea, el poate lovi "kick" atât la primul cât și la al doilea serviciu. Jucător stângaci, Shelton este puternic și consistent atât pe partea de forehand cât și pe cea de backhand. Se simte confortabil să se deplaseze la fileu pentru a încheia punctele. Shelton a declarat: „Îmi place să ajung la fileu, să pot folosi o parte din abilitățile mele de mână, abilitățile atletice și să urc pentru a lua mingea (a scoate mingea de sus) este unul dintre lucrurile pe care le prefer să le fac...”. El a spus că serviciul și voleiul reprezintă o parte importantă a jocului său și o zonă pe care dorește să o dezvolte în continuare.

## Statistici carieră

### Participare la turnee de Grand Slam
| C | F | SF | QF | #R | RR | Q# | P# | DNQ | A | Z# | PO | Au | Ag | Br | NMS | P | NH |

| Turneu                | 2021 | 2022 | 2023  | 2024  | 2025  | SR                | C–P               | Victorii %        |
| --------------------- | ---- | ---- | ----- | ----- | ----- | ----------------- | ----------------- | ----------------- |
| Turnee de Grand Slam  |      |      |       |       |       |                   |                   |                   |
| Australian Open       | A    | A    | QF    | 3R    | SF    | 0 / 3             | 11–3              | 79%               |
| French Open           | A    | A    | 1R    | 3R    | 4R    | 0 / 3             | 4–3               | 57%               |
| Wimbledon             | A    | A    | 2R    | 4R    | QF    | 0 / 3             | 8–3               | 73%               |
| US Open               | Q2   | 1R   | SF    | 3R    |       | 0 / 3             | 7–3               | 70%               |
| Câștigat–pierdut      | 0–0  | 0–1  | 10–4  | 9–4   | 11–3  | 0 / 12            | 30–12             | 71%               |
| ATP Tour Masters 1000 |      |      |       |       |       |                   |                   |                   |
| Indian Wells Masters  | A    | A    | 2R    | 4R    | QF    | 0 / 3             | 6–3               | 67%               |
| Miami Open            | A    | A    | 2R    | 3R    | 2R    | 0 / 3             | 1–3               | 25%               |
| Monte-Carlo Masters   | A    | A    | 1R    | A     | 1R    | 0 / 2             | 0–2               | 0%                |
| Madrid Open           | A    | A    | 2R    | 3R    | 3R    | 0 / 3             | 2–3               | 40%               |
| Italian Open          | A    | A    | 2R    | 3R    | 2R    | 0 / 3             | 1–3               | 25%               |
| Canadian Open         | A    | A    | 2R    | 2R    | C     | 1 / 3             | 8–2               | 80%               |
| Cincinnati Masters    | A    | 3R   | 2R    | QF    |       | 0 / 3             | 6–3               | 67%               |
| Shanghai Masters      | NH   | NH   | QF    | 4R    |       | 0 / 2             | 5–2               | 71%               |
| Paris Masters         | A    | A    | 1R    | 2R    |       | 0 / 2             | 1–2               | 33%               |
| Câștigat–pierdut      | 0–0  | 2–1  | 6–9   | 12–8  | 10–5  | 1 / 24            | 30–23             | 57%               |
| Statistici carieră    |      |      |       |       |       |                   |                   |                   |
| Turnee                | 0    | 3    | 25    | 25    | 17    | Total carieră: 70 | Total carieră: 70 | Total carieră: 70 |
| Titluri               | 0    | 0    | 1     | 1     | 1     | Total carieră: 3  | Total carieră: 3  | Total carieră: 3  |
| Finale                | 0    | 0    | 1     | 2     | 2     | Total carieră: 5  | Total carieră: 5  | Total carieră: 5  |
| Câștigat–pierdut      | 0–0  | 3–3  | 26–24 | 42–26 | 32–16 | 3 / 70            | 103–69            | 60%               |
| Clasament sf. anului  | 573  | 96   | 17    | 21    |       | $8,047,135        | $8,047,135        | $8,047,135        |